# Soad Fezzani
Soad Fezzani là một vận động viên bơi lội Libya. Bà đã tham gia ba nội dung tại Thế vận hội Mùa hè 1980.